# 新潟県第6区
新潟県第6区（にいがたけんだい6く）は、日本の衆議院議員総選挙における選挙区。1994年（平成6年）の公職選挙法改正で設置。2022年の公職選挙法改正で廃止。

## 区域

衆議院議員小選挙区の新潟県における2022年までの区割り

2022年（令和4年）の公職選挙法改正で廃止され、全域が5区の区域に変更されている。
2013年（平成25年）公職選挙法改正から2022年の小選挙区改定までの区域は以下のとおりである。
- 十日町市
- 糸魚川市
- 妙高市
- 上越市
- 中魚沼郡

1994年（平成6年）公職選挙法改正から2013年の小選挙区改定までの区域は以下のとおりである。新井市、東頸城郡、中頚城郡、西頸城郡は平成の大合併で消滅した。
- 上越市
- 十日町市
- 糸魚川市
- 新井市
- 中魚沼郡
- 東頸城郡
- 中頚城郡
- 西頸城郡

## 歴史
旧新潟4区と同じエリアである。中選挙区時代は長らく自民党と社会党が議席を争う接戦区として知られ、自民党は小選挙区移行にあたり、前の選挙で当選した総務庁長官などを務めた高鳥修、後に自治大臣などを務める白川勝彦と2名の現職議員がいたため、コスタリカ方式を採用することとなった。
小選挙区移行後初の選挙では、高鳥が小選挙区、白川が比例北陸信越ブロックの単独候補として立候補し、社会党出身の弁護士でこの選挙では無所属として立候補した筒井信隆（上越市出身）を破ったが、筒井はその後民主党に参加してからは安定した支持を得るようになり、2000年の第42回衆議院議員総選挙では高鳥に代わって小選挙区で立候補した白川を破り、当選。その後、白川は自民党を離党したためコスタリカ方式は解消となった。
2003年の第43回衆議院議員総選挙では高鳥修が政界引退を表明し、後継候補として秘書を務めていた息子の修一が立ったが、自民党の公認を争った新潟県議会議員の風間直樹が無所属で立候補した事も影響し、筒井に及ばず共倒れで落選（風間はその後民主党へ入党し、2007年の第21回参議院議員通常選挙比例区公認候補として当選）。以降、2005年の第44回衆議院議員総選挙では修一は比例復活で当選したものの、筒井が安定した支持をもとに長らく選挙区を制してきた。
しかし、2012年の第46回衆議院議員総選挙では民主党への強烈な逆風が響き、修一が初めて小選挙区で当選し、筒井は比例復活もできずに落選した。その後、筒井は政界引退を表明し、2014年の第47回衆議院議員総選挙では、新潟県議会議員で自身の娘婿の梅谷守を後継候補としたが、修一が再び勝利し、梅谷は議席を獲得することが出来なかった。2017年の第48回衆議院議員総選挙では共産党が候補を取り下げ無所属の梅谷を支援したが修一が2,212票差で破り議席を守った。
2021年の第49回衆議院議員総選挙では立憲民主党所属となった梅谷が130票差の接戦の末、修一を破り初当選を果たした（修一も比例復活で当選）。
2022年の公職選挙法改正で区割りが変更され、新潟県は1減の5選挙区に改定されて、本選挙区は廃止となり、以前の本選挙区の区域は新5区に転入した。2024年10月27日実施の第50回衆議院議員総選挙の新5区で梅谷は再選を果たしたが、修一は比例区での重複立候補が認められず落選している。

## 小選挙区選出議員
| 選挙名                 | 年     | 当選者   | 党派       |
| ---------------------- | ------ | -------- | ---------- |
| 第41回衆議院議員総選挙 | 1996年 | 高鳥修   | 自由民主党 |
| 第42回衆議院議員総選挙 | 2000年 | 筒井信隆 | 民主党     |
| 第43回衆議院議員総選挙 | 2003年 | 筒井信隆 | 民主党     |
| 第44回衆議院議員総選挙 | 2005年 | 筒井信隆 | 民主党     |
| 第45回衆議院議員総選挙 | 2009年 | 筒井信隆 | 民主党     |
| 第46回衆議院議員総選挙 | 2012年 | 高鳥修一 | 自由民主党 |
| 第47回衆議院議員総選挙 | 2014年 | 高鳥修一 | 自由民主党 |
| 第48回衆議院議員総選挙 | 2017年 | 高鳥修一 | 自由民主党 |
| 第49回衆議院議員総選挙 | 2021年 | 梅谷守   | 立憲民主党 |

## 選挙結果
時の内閣：第1次岸田内閣 解散日：2021年10月14日 公示日：2021年10月19日
当日有権者数：27万2966人 最終投票率：67.79%（前回比：1.58%） （全国投票率：55.93%（2.25%））
| 当落 | 候補者名 | 年齢 | 所属党派   | 新旧 | 得票数   | 得票率 | 惜敗率 | 推薦・支持 | 重複 |
| ---- | -------- | ---- | ---------- | ---- | -------- | ------ | ------ | ---------- | ---- |
| 当   | 梅谷守   | 47   | 立憲民主党 | 新   | 90,679票 | 49.57% | ――     |            | ○    |
| 比当 | 高鳥修一 | 61   | 自由民主党 | 前   | 90,549票 | 49.50% | 99.86% | 公明党推薦 | ○    |
|      | 神鳥古賛 | 53   | 無所属     | 新   | 1,711票  | 0.94%  | 1.89%  |            | ×    |

時の内閣：第3次安倍第3次改造内閣 解散日：2017年9月28日 公示日：2017年10月10日
当日有権者数：28万5999人 最終投票率：66.21%（前回比：9.93%） （全国投票率：53.68%（1.02%））
| 当落 | 候補者名 | 年齢 | 所属党派   | 新旧 | 得票数   | 得票率 | 惜敗率 | 推薦・支持                                 | 重複 |
| ---- | -------- | ---- | ---------- | ---- | -------- | ------ | ------ | ------------------------------------------ | ---- |
| 当   | 高鳥修一 | 57   | 自由民主党 | 前   | 94,292票 | 50.59% | ――     | 公明党推薦                                 | ○    |
|      | 梅谷守   | 43   | 無所属     | 新   | 92,080票 | 49.41% | 97.65% | 日本共産党・社会民主党・自由党新潟県連推薦 | ×    |

時の内閣：第2次安倍改造内閣 解散日：2014年11月21日 公示日：2014年12月2日
当日有権者数：28万8032人 最終投票率：56.28%（前回比：7.13%） （全国投票率：52.66%（6.66%））
| 当落 | 候補者名   | 年齢 | 所属党派   | 新旧 | 得票数   | 得票率 | 惜敗率 | 推薦・支持 | 重複 |
| ---- | ---------- | ---- | ---------- | ---- | -------- | ------ | ------ | ---------- | ---- |
| 当   | 高鳥修一   | 54   | 自由民主党 | 前   | 83,638票 | 52.70% | ――     | 公明党推薦 | ○    |
|      | 梅谷守     | 41   | 民主党     | 新   | 62,766票 | 39.55% | 75.04% |            | ○    |
|      | 高橋ミキ子 | 55   | 日本共産党 | 新   | 12,315票 | 7.76%  | 14.72% |            |      |

時の内閣：野田第3次改造内閣 解散日：2012年11月16日 公示日：2012年12月4日
当日有権者数：29万2581人 最終投票率：63.41%（前回比：13.37%） （全国投票率：59.32%（9.96%））
| 当落 | 候補者名   | 年齢 | 所属党派   | 新旧 | 得票数   | 得票率 | 惜敗率 | 推薦・支持 | 重複 |
| ---- | ---------- | ---- | ---------- | ---- | -------- | ------ | ------ | ---------- | ---- |
| 当   | 高鳥修一   | 52   | 自由民主党 | 元   | 98,676票 | 55.08% | ――     | 公明党     | ○    |
|      | 筒井信隆   | 68   | 民主党     | 前   | 66,564票 | 37.15% | 67.46% | 国民新党   | ○    |
|      | 高橋ミキ子 | 53   | 日本共産党 | 新   | 13,914票 | 7.77%  | 14.10% |            |      |

時の内閣：麻生内閣 解散日：2009年7月21日 公示日：2009年8月18日
当日有権者数：29万8729人 最終投票率：76.78%（前回比：1.08%） （全国投票率：69.28%（1.77%））
| 当落 | 候補者名 | 年齢 | 所属党派   | 新旧 | 得票数    | 得票率 | 惜敗率 | 推薦・支持 | 重複 |
| ---- | -------- | ---- | ---------- | ---- | --------- | ------ | ------ | ---------- | ---- |
| 当   | 筒井信隆 | 64   | 民主党     | 前   | 124,894票 | 55.35% | ――     |            | ○    |
|      | 高鳥修一 | 48   | 自由民主党 | 前   | 89,672票  | 39.74% | 71.80% |            | ○    |
|      | 橋本正幸 | 61   | 日本共産党 | 新   | 9,222票   | 4.09%  | 7.38%  |            |      |
|      | 国領大聖 | 32   | 幸福実現党 | 新   | 1,836票   | 0.81%  | 1.47%  |            |      |

時の内閣：第2次小泉改造内閣 解散日：2005年8月8日 公示日：2005年8月30日
当日有権者数：30万4495人 最終投票率：75.70%（前回比：2.25%） （全国投票率：67.51%（7.65%））
| 当落 | 候補者名 | 年齢 | 所属党派   | 新旧 | 得票数    | 得票率 | 惜敗率 | 推薦・支持 | 重複 |
| ---- | -------- | ---- | ---------- | ---- | --------- | ------ | ------ | ---------- | ---- |
| 当   | 筒井信隆 | 60   | 民主党     | 前   | 114,081票 | 50.17% | ――     |            | ○    |
| 比当 | 高鳥修一 | 44   | 自由民主党 | 新   | 102,187票 | 44.94% | 89.57% |            | ○    |
|      | 武田勝利 | 41   | 日本共産党 | 新   | 11,138票  | 4.90%  | 9.76%  |            |      |

時の内閣：第1次小泉第2次改造内閣 解散日：2003年10月10日 公示日：2003年10月28日
当日有権者数：30万5432人 最終投票率：73.45%（前回比：6.78%） （全国投票率：59.86%（2.63%））
| 当落 | 候補者名 | 年齢 | 所属党派   | 新旧 | 得票数   | 得票率 | 惜敗率 | 推薦・支持 | 重複 |
| ---- | -------- | ---- | ---------- | ---- | -------- | ------ | ------ | ---------- | ---- |
| 当   | 筒井信隆 | 59   | 民主党     | 前   | 89,693票 | 40.65% | ――     |            | ○    |
|      | 高鳥修一 | 43   | 自由民主党 | 新   | 64,582票 | 29.27% | 72.00% |            | ○    |
|      | 風間直樹 | 37   | 無所属     | 新   | 59,116票 | 26.79% | 65.91% |            | ×    |
|      | 阿部正義 | 59   | 日本共産党 | 新   | 7,257票  | 3.29%  | 8.09%  |            |      |

時の内閣：第1次森内閣 解散日：2000年6月2日 公示日：2000年6月13日 最終投票率：80.23% （全国投票率：62.49%（2.84%））
| 当落 | 候補者名 | 年齢 | 所属党派   | 新旧 | 得票数    | 得票率 | 惜敗率 | 推薦・支持 | 重複 |
| ---- | -------- | ---- | ---------- | ---- | --------- | ------ | ------ | ---------- | ---- |
| 当   | 筒井信隆 | 55   | 民主党     | 元   | 119,734票 | 49.26% | ――     |            | ○    |
|      | 白川勝彦 | 55   | 自由民主党 | 前   | 114,404票 | 47.07% | 95.55% |            | ○    |
|      | 阿部正義 | 55   | 日本共産党 | 新   | 8,935票   | 3.68%  | 7.46%  |            |      |

- 高鳥修とコスタリカ方式で出馬していた白川は落選後、自民党を離党して新党・自由と希望を設立。第19回参議院議員通常選挙で比例区から立候補したが落選。第43回では5区から無所属で立候補したが落選。

時の内閣：第1次橋本内閣 解散日：1996年9月27日 公示日：1996年10月8日 （全国投票率：59.65%（8.11%））
| 当落 | 候補者名 | 年齢 | 所属党派   | 新旧 | 得票数    | 得票率 | 惜敗率 | 推薦・支持 | 重複 |
| ---- | -------- | ---- | ---------- | ---- | --------- | ------ | ------ | ---------- | ---- |
| 当   | 高鳥修   | 67   | 自由民主党 | 前   | 107,578票 | 48.33% | ――     |            | ○    |
|      | 筒井信隆 | 51   | 無所属     | 元   | 103,307票 | 46.41% | 96.03% | 社会民主党 | ×    |
|      | 阿部正義 | 52   | 日本共産党 | 新   | 9,634票   | 4.33%  | 8.96%  |            |      |
|      | 佐藤栄喜 | 51   | 無所属     | 新   | 2,061票   | 0.93%  | 1.92%  |            | ×    |